# Kaskantyú
Kaskantyú je selo u središnjoj Mađarskoj.
Zauzima površinu od 58,28 km četvornih.

## Zemljopisni položaj
Nalazi se u regiji Južni Alföld, na 46°40' sjeverne zemljopisne širine i 19°24' istočne zemljopisne dužine. 

## Upravna organizacija
Upravno pripada kireškoj mikroregiji u Bačko-kiškunskoj županiji. Poštanski broj je 6211.
1949. je izdvajanjem nekoliko dijelova sela Bócse, Kireša i Páhija je formirano ovo selo.

## Promet
Nalazi se na kečkemetskoj uskotračnoj pruzi.

## Stanovništvo
U Kaskantyúu živi 1099 stanovnika (2005.). Nijemaca je 0,6%, Slovaka je 0,4%, Roma je 0,3%  te ostalih. Rimokatolika je 57%, luterana je 31%, kalvinista je 5% te ostalih.